# 温泉飛行場
温泉飛行場（オンチョンひこうじょう、朝鮮語: 온천비행장、英語: Onchon Airport）は、朝鮮民主主義人民共和国南浦特別市温泉郡に位置する軍用飛行場である。

## 概要
温泉飛行場は平壌の西約47キロメートルに位置し、全長2,484メートルのコンクリート製滑走路のほか、誘導路と数か所のエプロンと格納庫を備えている。
1990年代初頭には温泉飛行場の南東約5キロメートルに地下滑走路が建設されており、朝鮮人民軍空軍が保有するすべての航空機が離着陸可能な滑走路を備えているが、滑走路の大部分は未舗装となっている。